# Sərsəng su anbarı
Sərsəng su anbarı är en reservoar i Azerbajdzjan.  Den ligger i distriktet Tərtər Rayonu, i den centrala delen av landet, 280 km väster om huvudstaden Baku. Sərsəng su anbarı ligger 678 meter över havet. Arean är 0,56 kvadratkilometer. Den sträcker sig 4,6 kilometer i nord-sydlig riktning, och 4,2 kilometer i öst-västlig riktning.
I omgivningarna runt Sərsəng su anbarı växer i huvudsak blandskog. Runt Sərsəng su anbarı är det ganska glesbefolkat, med 32 invånare per kvadratkilometer.